# Герб Ростовской области
Герб Ростовской области — официальный геральдический символ Ростовской области, принятый 28 октября 1996 года.

## Описание и обоснование символики
Описание 1998 года гласит:

В лазоревом (голубом) поле серебряный столб с поставленной на лазоревый волнистый пояс червленой (красной) крепостной стеной о трех башнях, из которых средняя выше; в оконечности — золотой колос, накрывающий лазоревый волнистый пояс.
Столб сопровожден историческими донскими регалиями: справа серебряным перначом поверх серебряных бобылева хвоста и насеки накрест; слева — серебряной булавой поверх таковых же насеки с орлом и бунчука накрест.
Щитодержатель — возникающий над щитом черный двуглавый орёл с золотыми клювами и червлеными языками, имеющий на каждой из голов Российскую императорскую корону и увенчанный посередине большой Российской короной с лазоревыми лентами. За щитом четыре сложенных накрест флага Ростовской области на золотых знаменных древках с копейными наконечниками, шнурами и кистями.
Знаменные древки перевиты лентой ордена Ленина.

## История

### Герб Области Войска Донского
Герб Ростовской области создан на основе исторического герба Области Войска Донского, утверждённого императором Александром II 5 июля 1878 года. Герб области имел следующее описание: 
Щит, дважды рассечённый, с главою. В среднем серебряном поле, на лазуревом волнообразном поясе, червлёная зубчатая стена с тремя таковыми же зубчатыми круглыми башнями, из которых средняя выше. В правом червлёном поле, золотой пернач, за которым положены косвенно на-крест, серебряный бобылев хвост, на таковом же древке, и серебряная же насека — эмблемы, пожалованные Войску Донскому Петром Великим; в левом червлёном же поле, серебряная булава, за которой на-крест положены косвенно, серебряная насека, украшенная Императорским орлом и серебряный же бунчук на таковом же копье — эмблемы, пожалованные Войску Донскому Императрицею Елизаветою Петровною. В золотой главе щита, возникающий чёрный Императорский орёл, тремя коронами украшенный. Щит увенчан Древнею Царскою короною; за щитом, четыре Императорские знамени, соединённые Александровскою лентою

### Современность
Ростовская область в её современных границах образована 11 сентября 1937 года после раздела Азово-Черноморского края.
Первоначальный вариант герба Ростовской области утверждён Законом№ 32-ЗС, от 28 октября 1996 года. Официальное описание герба гласило: 

Герб Ростовской области представляет собой геральдический щит, разделенный на три равные вертикальные части. Над щитом виден вылетающий золотой двуглавый орел Государственного герба Российской Федерации. На боковых вертикальных частях щита на полях голубого цвета слева крестообразно расположены пернач, насека и бобылев хвост, а справа — бунчук, булава и насека. В средней части щита на сером поле расположен золотой колос, над ним символ реки и изображение трехбашенной крепости красного цвета. За геральдическим щитом и золотым орлом крестообразно расположены флаг Российской Федерации и Ростовской области: слева — на переднем плане Государственный флаг Российской Федерации, за ним Флаг Ростовской области, справа — флаги расположены в обратной последовательности. Снизу геральдический щит и древки флагов волнообразно обрамляет красная лента, концы которой упираются в ниспадающие полотнища флагов. Крайние точки герба имеют соотношение высоты к ширине 1 : 0,9, в эталоне — 150×140 мм.

Композицию герба Ростовской области разработал Алексей Михайлович Курманаевский, заслуженный художник Российской Федерации, почётный член РАХ, на основе старого герба Донской области.
Последняя версия герба утверждена Законодательным собранием и Губернатором 5 декабря 1997 года (закон "О внесении изменений и дополнений в областной закон «О гербе Ростовской области» № 47-ЗС"). Закон вступил в силу 2 февраля 1998 года после опубликования в газете «Наше время». Как видно из текста, изменился цвет орла, вид орденской ленты и расположение флагов за щитом.
Герб области был внесен в Государственный геральдический регистр Российской Федерации под № 214.